# Macrocarpaea laudabilis
Macrocarpaea laudabilis är en gentianaväxtart som beskrevs av Jason Randall Grant. Macrocarpaea laudabilis ingår i släktet Macrocarpaea och familjen gentianaväxter. Inga underarter finns listade i Catalogue of Life.